# Schoolboy Q
Schoolboy Q (stilizzato in ScHoolboy Q), pseudonimo di Quincy Matthew Hanley (Wiesbaden, 26 ottobre 1986), è un rapper statunitense.
Nel 2009, Hanley firma per la Top Dawg Entertainment (TDE) e alla fine del 2011 riesce ad ottenere un contratto con la Interscope Records. Hanley è anche membro del gruppo hip hop Black Hippy, insieme ai rapper Ab-Soul, Jay Rock e Kendrick Lamar.

## Biografia
Nato nel 1986 in Germania, dove suo padre era militare, cresce a Los Angeles (California). Nel 2009 firma un contratto discografico con l'etichetta discografica indipendente Top Dawg Entertainment (TDE) e nel 2011 firma per la major Interscope Records. Oltre all'attività solista, è membro del gruppo Black Hippy e ha collaborato con altri rapper della West Coast: Ab-Soul, Jay Rock e Kendrick Lamar.
Nel 2008 ha pubblicato il mixtape ScHoolboy Turned Hustla, mentre nel 2009 ha pubblicato Gangsta & Style. I suoi primi due dischi sono stati distribuiti in maniera indipendente: si tratta di Setbacks (gennaio 2011) e Habits & Contradictions (gennaio 2012). Nel febbraio 2014 pubblica Oxymoron, disco a cui partecipano artisti come 2 Chainz, Tyler,The Creator e Kendrick Lamar.
A quasi tre anni di distanza dall'album Blank Face LP - ben accolto da fan e critica - mentre nel marzo del 2019 torna ufficialmente con il singolo Numb Numb Juice.. Nelle settimane successive è stato seguito dai singoli Chopstix, in collaborazione con Travis Scott, e Crash e, il 26 aprile dello stesso anno, dall'atteso album ufficiale Crash Talk.

## Discografia

### Album in studio
- 2011 - Setbacks
- 2012 - Habits & Contradictions
- 2014 - Oxymoron
- 2016 - Blank Face LP
- 2019 - Crash Talk
- 2024 - Blue Lips

### Mixtape
- 2008 - ScHoolboy Turned Hustla
- 2009 - Gangsta & Soul